# João Garcia Miguel

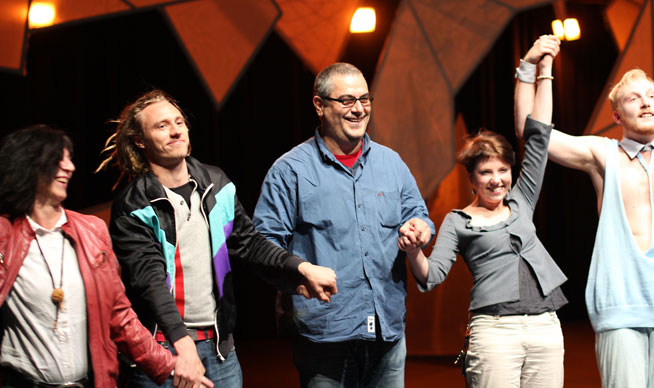
João Garcia Miguel mit Studenten der Norwegischen Theater-Akademie bei der Premiere von Look at me now, Here I am (2011)

João Garcia Miguel (* 1961 in Lissabon als João Miguel Osório de Castro Garcia dos Santo) ist ein portugiesischer Theaterdirektor, Bühnenautor und Schauspieler.